# Colog
밑이 b인 colog(cologarithm)는 밑이 b인 로그에 -가 붙은 것이다.
{\displaystyle \operatorname {colog} _{b}(x)=\log _{b}\left({\frac {1}{x}}\right)=\log _{b}(1)-\log _{b}(x)=-\log _{b}(x)}
화학에서, -가 붙은 상용로그는 p로 표시된다. 이는 pH가 –log10 [H3O+]로 정의되는 것에서 유래했다. 예를 들어 pKa는 –log10 Ka를 나타낸다.

## 참고 자료
- Meriam Webster definition of cologarithm
- "Cologarithm." From MathWorld--A Wolfram Web Resource.